# Clara Baiocchi
Clara Macarena Baiocchi (* 8. Dezember 1999 in Bell Ville) ist eine argentinische Leichtathletin, die sich auf den Hindernislauf spezialisiert hat, aber auch im Mittelstreckenlauf an den Start geht.

## Sportliche Laufbahn
Erste internationale Erfahrungen sammelte Clara Baiocchi im Jahr 2014, als sie bei den Jugendsüdamerikameisterschaften in Cali in 10:13,04 min die Bronzemedaille im 3000-Meter-Lauf gewann. 2016 siegte sie in 6:56,62 min über 2000 m Hindernis bei den U18-Südamerikameisterschaften in Concordia und 2017 gewann sie bei den U20-Südamerikameisterschaften in Leonora in 11:08,13 min die Bronzemedaille über 3000 m Hindernis sowie in 4:14,57 min auch mit der argentinischen 4-mal-400-Meter-Staffel. Anschließend belegte sie bei den U20-Panamerikameisterschaften in Trujillo in 11:38,99 min den siebten Platz über 3000 m Hindernis. Im Jahr darauf schied sie bei den U20-Weltmeisterschaften in Tampere mit 10:44,92 min im Vorlauf aus und belegte dann bei den U23-Südamerikameisterschaften in Cuenca in 11:40,38 min den vierten Platz. 2021 gewann sie bei den U23-Südamerikameisterschaften in Guayaquil in 10:41,61 min die Silbermedaille hinter der Brasilianerin Mirelle Leite und sicherte sich mit der Mixed-Staffel in 4:06,66 min die Bronzemedaille hinter den Teams aus Brasilien und Ecuador. Anschließend belegte sie bei den erstmals ausgetragenen Panamerikanischen Juniorenspielen in Cali in 11:04,33 min den fünften Platz im Hindernislauf. 2023 gewann sie bei den Südamerikameisterschaften in São Paulo in 10:19,71 min die Bronzemedaille hinter den Brasilianerinnen Tatiane da Silva und Simone Ferraz. Im November gelangte er bei den Panamerikanischen Spielen in Santiago de Chile mit 10:24,05 min auf den neunten Platz.
2018 wurde Baiocchi argentinischer Meisterin im 3000-Meter-Hindernislauf.

## Persönliche Bestleistungen
- 3000 Meter: 9:45,43 min, 1. Oktober 2023 in Mar del Plata
- 5000 Meter: 16:49,85 min, 11. Juni 2023 in Concepción del Uruguay
- 3000 m Hindernis: 10:15,03 min, 13. Mai 2023 in Concepción del Uruguay